# Buday László (statisztikus)
Buday László, Buday László Ferenc Simon (Pécs, 1873. október 27. – Budapest, Ferencváros, 1925. március 7.) statisztikus, egyetemi tanár, 1914 és 1920 között a Központi Statisztikai Hivatal igazgatója, a Magyar Tudományos Akadémia levelező tagja, a Nemzetközi Statisztikai Intézet rendes tagja.

## Családja
Tízgyermekes nemesi családban született. Édesapja nemes Buday Béla (1823–1900), a pécsi káptalan uradalmi mérnöke, édesanyja Kelemen Tekla (1842–1902) volt. Testvérei Buday Kálmán (1863–1937) orvos, patológus, egyetemi tanár és Buday Dezső (1879–1919) jogász. Felesége Szekula Mária volt.

## Tanulmányai
Középiskolai tanulmányait szülővárosában, a Ciszterci Rend Pécsi Katolikus Főgimnáziumában folytatta. Ekkoriban még főképp az irodalom iránt érdeklődött, tizenöt éves korától költeményei is jelentek meg helyi lapokban.
A gimnáziumot 1891-ben végezte el, ezután beiratkozott a Budapesti Tudományegyetemre, ahol 1897-ben megszerezte a jog- és államtudományi doktorátust, s ugyanekkor statisztikai szakvizsgát is tett. Egyetemi évei alatt több újságnak dolgozott, az Ország-Világ segédszerkesztője, illetve a Fővárosi Lapok munkatársa is volt. 1894-ben jelent meg első, önálló verseskötete, 1895-ben pedig „A reformátor” című regénye.

## Tudományos munkássága
1896-ban a Központi Statisztikai Hivatal munkatársa lett és aktívan részt vett az 1897-es évi szervezeti reform és az 1898-as első hivatali munkaterv kidolgozásában. Az 1900. évi népszámlálás lebonyolítását és  eredményeinek közlését is ő vezette.
Az 1900-as évek elején munkaszeretetének és szorgalmának köszönhetően már jelentős tudományos munkásságot tudott felmutatni. 1901-ben „A m. kir. központi statisztikai hivatal adatgyűjtéseinek magyarázata” című munkájában összefoglalta a hivatalos statisztikai adatgyűjtéssel kapcsolatos legfontosabb tudnivalókat mindazok számára, akik statisztikai szolgálatban dolgoznak. 1911-ben pedig az ő szerkesztésében jelent meg a „M. kir. központi statisztikai hivatal munkássága (1871-1911)” című kötet.  Az 1910. évi népszámlálás megszervezése és előkészítése szintén az ő irányítása alatt folyt.

### A Központi Statisztikai Hivatal vezetőjeként
1914-ben, Vargha Gyula távozásakor  a Központi Statisztikai Hivatal aligazgatójává nevezték ki, majd 1914. augusztus 1-től igazgató lett. A hivatal vezetése élén tervei nagy részét nem tudta megvalósítani, mivel az első világháború miatt a személyzet túlnyomó része bevonult, így az adatfelvételek és feldolgozások során nehézségek léptek fel. Buday Lászlót 1915-ben a Magyar Tudományos Akadémia levelező tagjává választották, akadémiai székfoglaló előadását Magyarország népességének műveltségéről tartotta.
A háború alatt fő munkája egy a magyarországi nemzetiségi viszonyokat bemutató térképsorozat előkészítése volt, ennek során gróf Teleki Pállal  működött együtt. Az első világháború után a Központi Statisztikai Hivatal számára az adatgyűjtő munka szinte lehetetlenné vált, végül 1919-ben kezdtek megjelenni a háború alatt ki nem adott munkák. Buday László ekkor főképp a béketárgyalások anyagaival foglalkozott, legfőbb eredménye volt, hogy 1920-ban a népszámlálást mégis lebonyolították az igen nehéz körülmények ellenére is.
1920-ban a Királyi József Műegyetem statisztikai és alkalmazott közgazdaságtani tanszék vezetője lett. 1921-ben jelent meg élete fő műve, a „Megcsonkított Magyarország” , mely hamar a háború utáni időszak egyik legnagyobb könyvsikere lett, a Magyar Tudományos Akadémia Lévay-díjjal jutalmazta. A könyv összefoglalja a trianoni döntéssel Magyarországot területi, népességi, gazdasági és kulturális szempontból ért legfőbb veszteségeket. A mű angolul és franciául is megjelent.
1922-ben megalapította a Magyar Statisztikai Társaságot, mely szervezet a tudomány hazai művelőinek összefogását szolgálta. Rendszeresen jelentettek meg francia nyelven Revue de la Société Hongroise de Statistique címmel szemléket, ezeket Buday László szerkesztette.
1923-ban jelent meg „A statisztika elmélete és története” és a „Magyarország küzdelmes évei” című munkája, mely a „Megcsonkított Magyarország” kiegészített, a háború utáni évek adatait is tartalmazó kiadása volt. Nemzetközi szinten is elismerték munkáját, tagja volt a Nemzetközi Statisztikai Intézetnek, a svájci, német statisztikai társaságoknak.
Buday László 52 évesen, 1925. március 7-én hunyt el.

## Főbb művei
Monográfiák, tanulmánykötetek
- A megcsonkított Magyarország[halott link] , Budapest, 1921. – 298 p.
- Agrárpolitika[halott link], Budapest, 1922. – 287 p.
- La Hongrie après le traité de Trianon[halott link], Párizs, 1922. – 297 p.
- A statisztika elmélete és története[halott link], Budapest, 1922. – 219 p.
- Magyarország küzdelmes évei[halott link], Budapest, 1923. – 223 p.
- Buday László hátramaradt írásai[halott link], Budapest, 1935. – 155 p.

Magyar Tudományos Akadémia
- A statisztika munkaköre, Értekezések a philosophiai és társadalmi tudományok köréből 2. 7. 1923. Magyar Tudományos Akadémia, Budapest.

Gazdaságpolitika
- Adatok a munkahiányról, Közgazdasági Szemle 27. 1903, 29. kötet 4. 249-259. p.
- Agrárpolitika, Németh József kiadása, Budapest, 1922. 4., 287 p.
- Háborús tanulságok az agrárpolitika szempontjából, Budapesti Szemle, 198. kötet, 1921. 539-540. 58-65. p. (Megj.: Részlet Buday László agrárpolitika C. könyvéből)
- Az ipartestületekről, Közgazdasági Szemle  25. kötet, 1901. 191-205. p.
- Az ipartestületi intézmény fejlődése és hivatása, Ipari Hírek 5., 1924. 35-38. p.
- A közlekedésügy jövője, Vasúti és Közlekedésügyi Közlöny, 1921. 182-183. p

Gazdaságstatisztika
- Agrárstatisztika, Közgazdasági Szemle, 1922. 64. kötet. 1-3. 56-63. p. (Megj.: Részlet Buday László Agrárpolitika c. könyvéből)
- Ipartestületi statisztika, Közgazdasági Szemle 1898. 703-709. p.
- Községeink közlekedésügyi terhei, A magyar mérnök- és építész-egylet közlönye, 47. kötet, 1913. 42. 680-682. p.
- A községi alapokról, Közgazdasági Szemle, 1913, köt. 4. 635 -650. p.
- A községi lakosság terhei Magyarországon, Magyar Társadalomtudományi Szemle, 1913. 10. 747-756. p.
- Községi és közbirtokossági ingatlanok, Magyar Gazdák Szemléje, 18. 1913. 11. 578-586. p.
- A magyar városok helyzete, Városok Lapja, 16. 1921. május 24.

Közoktatás és Közművelés
- Iskoláink statisztikája, Magyar Kultúra, 1913. 449-456. p.
- Kilátások a jövőre, Magyar Kultúra, 4. 1916. 28. 337-347. p.
- Községeink a kultúra szolgálatában, Új Élet, 1913. 10-11. 1030-1039. p.

Nemzetközi Statisztikai Intézet
- Nemzetközi Statisztikai Intézet Brüsszelben, Magyar Statisztikai Szemle, 1923, 9-12.  397-406. p.
- Nemzetközi Statisztikai Intézet Budapesten, Közgazdasági Szemle, 25. 1901. kötet 4. 740-747. p.
- A statisztika nemzetközi művelése, Közgazdasági Szemle, 36. 1912. kötet. 1. 6-28. p.
- A statisztika újabb problémái – A Nemzetközi Statisztikai Intézet Bécsben, Közgazdasági szemle, 38. 1914. 51. köt. 2. 73-84. p.

Népesedésstatisztika
- Adatok a hazai népesség tömörüléséről, Földrajzi közlemények 41. köt. 1913, 8. füzet. 371-375. p.
- Magyarország új népszámlálása, Magyar Gazdák Szemléje, 1920, 11-12. 272-281 p.
- Népünk halandósági viszonyai, Akadémiai értesítő, 28. köt. 1917. 5-13. p. (Megj.: Kivonat Buday László 1916 nov. 6-án tartott előadásából)
- Szétszórt magyarság, Pesti hírlap, 1924. június 15.

## Emlékezete

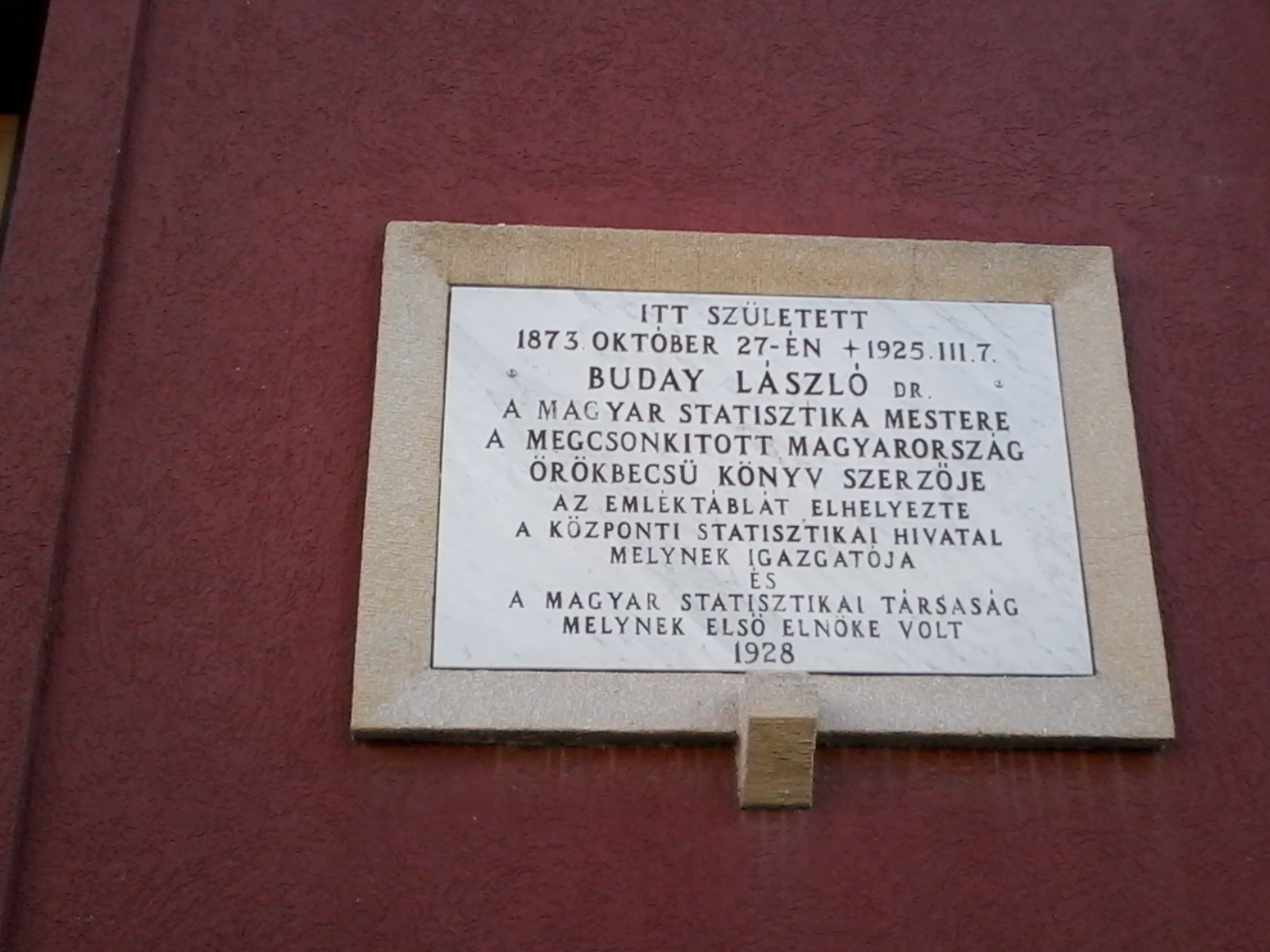
Emléktáblája szülőházán, Pécsett

Halálának 75. évfordulóján, 2000. március 7-én utcát neveztek el róla Budapesten.